# Bear Cove (Great Northern Peninsula)
Bear Cove is een plaats en local service district in de Canadese provincie Newfoundland en Labrador. Het gehucht bevindt zich aan de noordwestkust van het eiland Newfoundland.

## Geschiedenis
In 1983 kreeg Bear Cove voor het eerst beperkt lokaal bestuur doordat de plaats een local service district werd.

## Geografie
Bear Cove ligt aan de noordwestkust van het Great Northern Peninsula van Newfoundland, aan de oevers van de Straat van Belle Isle. De plaats ligt aan provinciale route 430 tussen het dorp Flower's Cove en het gehucht Deadmans Cove.
Het buurdorp Flower's Cove is tevens de locatie van de postbus van het LSD-bestuur.

## Demografie
Demografisch gezien is de designated place Bear Cove, net zoals de meeste kleine dorpen op Newfoundland, aan het krimpen. Tussen 1991 en 2021 daalde de bevolkingsomvang van 212 naar 92. Dat komt neer op een daling van 120 inwoners (-56,6%) in 30 jaar tijd.
| Demografische ontwikkeling van Bear Cove tussen 1991 en 2021    |
| --------------------------------------------------------------- |
|                                                                 |
| Bron: Statistics Canada (1991–1996, 2001–2006, 2011–2016, 2021) |